# CD Irapuato
Der Club Deportivo de Fútbol Irapuato ist ein mexikanischer Fußballverein, der bereits 1911 gegründet wurde. Insofern ist er der älteste Verein aus dem Bundesstaat Guanajuato, der je in der Primera División vertreten war.

## Geschichte
Nach der revolutionsbedingten Pause kam der Fußball in Guanajuato erst 1924 allmählich wieder in Gang. In Irapuato wurde 1928 erstmals eine Stadtmeisterschaft ausgetragen, die in Deportivo Irapuato ihren ersten Sieger fand.
Im Sommer 1954 gelang der Aufstieg in die Primera División, dem die auch unter der Bezeichnung „Trinca Fresera“ (Erdbeerdreigestirn) bekannte Mannschaft fortan 18 Jahre ohne Unterbrechung bis zum Abstieg im Sommer 1972 angehörte. Später gelang noch dreimal die Rückkehr in die höchste Spielklasse: zunächst für mehrere Jahre zwischen 1985/86 und 1990/91. Danach für zwei kurzfristige Gastspiele in den Jahren 2000 und 2001 sowie in der Saison 2003/04.
Hatte der Abstieg in den Jahren 1972 und 1991 noch sportliche Gründe, so war der Verlust der Erstligazugehörigkeit im neuen Jahrtausend ökonomischer Natur. Ende 2001 wurde Irapuato auf den CD Veracruz übertragen, der in den Aufstiegsspielen am Saisonende 2000/01 noch auf sportlichem Wege gegen den CF Atlante gescheitert war.
Nachdem Irapuato in der Rückrunde der Saison 2001/02 ausgesetzt hatte, erwarb der Verein im Sommer 2002 die Zweitligalizenz des Querétaro FC (der seinerseits die Erstligalizenz des CF La Piedad erworben hatte), gewann auf Anhieb die Zweitligameisterschaft (im Finale ausgerechnet gegen den alten Rivalen León) und stieg abermals in die erste Liga auf. Weil die Mehrheit der Vereinsbosse zum Saisonende 2003/04 die Reduzierung der Primera División von 20 auf 18 Mannschaften beschlossen hatte, wurden die Newcomer CD Irapuato und Querétaro FC Gallos Blancos (jener Verein, der sich zwei Jahre zuvor die Erstligalizenz erkauft und seine Zweitligalizenz an Irapuato weitergegeben hatte) ausgeladen. Nachdem Irapuato diesen Schock erst einmal durch das Aussetzen der Spielzeit 2004/05 verdauen musste, erwarb der Verein im Sommer 2005 vom Mérida FC die Spielberechtigung für die zweitklassige Primera División 'A', fand sich aber bereits ein Jahr später für zwei Spielzeiten (2006/07 und 2007/08) in der drittklassigen Segunda División (Grupo Bajío) wieder. Nur der Kauf der Spielberechtigung von den gerade in die zweite Liga aufgestiegenen Pachuca Juniors brachte den Verein 2008/09 zurück in die Primera División 'A'. Dort sorgte Irapuato gleich in seiner ersten Runde, der Apertura 2008, für Furore, als man in den Play-offs bis ins Finale vorstoßen konnte, wo man erst gegen den späteren Aufsteiger Querétaro FC scheiterte.

## Trainer
- Alexandre Guimarães (2004)

## Spieler
- Ligorio López; einziger WM-Teilnehmer (1958) der Vereinsgeschichte während seiner Zugehörigkeit zu Irapuato.
- Jaime Belmonte; nahm ebenfalls an der WM 1958 teil und stand von 1959 bis 1972 bei Irapuato unter Vertrag.
- Blas Sánchez; der langjährigste Torhüter der Vereinsgeschichte in der Primera División stand bei Irapuato von 1961 bis 1968 unter Vertrag.